# Tragocephala descarpentriesi
Tragocephala descarpentriesi es una especie de escarabajo longicornio del género Tragocephala, subfamilia Lamiinae. Fue descrita científicamente por Lepesme & Breuning en 1950.
Se distribuye por Camerún. Posee una longitud corporal de 23 milímetros.